# Ordre hermétique de l'Aube dorée
Pour l’article homonyme, voir Golden Dawn (film).
 (septembre 2013).
The Hermetic Order of the Golden Dawn in the Outer (littéralement L'Ordre hermétique de l'Aube dorée à l'extérieur) est une ancienne société secrète britannique fondée à Londres par William Wynn Westcott en 1888, avant de se disloquer, de 1900 à 1905, à la suite de conflits internes. S’inscrivant dans la mouvance occultiste propre au dernier tiers du XIXe siècle, la « Golden Dawn » (ainsi communément désignée) se présentait comme une école consacrée à l’étude des sciences occultes, à leur systématisation, leur organisation et à leur enseignement.

## Origines de la Golden Dawn
On trouve trois hommes à l’origine de la Golden Dawn, par ailleurs membres d’un ordre maçonnique : la Societas Rosicruciana in Anglia.
- le docteur William Wynn Westcott
- William Robert Woodman
- Samuel Liddell MacGregor Mathers

### Aux origines de l’Ordre
L’anecdote entourant la fondation de la Golden Dawn est une histoire contestée. Tout aurait commencé en 1884, lorsque le Dr W.W. Westcott, membre haut placé de la S.R.I.A., soumit à ses « confrères » W.R. Woodman et S.L. Mathers des manuscrits codés. À l'en croire, c'est le révérend A.F.A. Woodford, pasteur anglican, qui, ayant trouvé ces obscurs textes dans les rayonnages poussiéreux d'une petite librairie de Farrington Street à Londres, lui aurait confié le soin de les déchiffrer.
William Wynn Wescott décode les dits manuscrits et y découvre notamment les coordonnées d’une certaine Anna Sprengel, domiciliée en Allemagne et soi-disant membre d'une mystérieuse société secrète rosicrucienne. Westcott se serait alors résolu à engager, le 12 octobre 1887, une correspondance avec celle-ci.
Après cinq mois de prétendue liaison épistolaire, Westcott aurait reçu, par l'intermédiaire de Sprengel, une charte officielle de la dite société, ayant pour nom Temple Licht, Liebe und Leben - Lumière, Amour et Vie, Woodman et Mathers et leur donnant la permission de fonder en Grande-Bretagne une fraternité rattachée à celle d’Allemagne. Elle devait avoir pour nom « Aube dorée de l'extérieur » (Golden Dawn in the Outer).
Westcott demande l'aide de son compère Samuel Liddel Mathers afin de mettre en forme les ébauches des Rituels d'initiations de l'Ordre, ce qu'il fit remarquablement. Dès lors, Mathers s'occupera des enseignements Magique de l'Ordre, Westcott de la Kabbale et du système Rosicrucien et le Révérend Ayton de la branche Alchimique (qui ne verra jamais le jour).

### Fondation et ramifications
En mars 1888, à Londres, fut inaugurée la loge « Isis-Urania », première loge « officielle » de l'Ordre hermétique de l'Aube dorée. L’événement fut publiquement annoncé dans une revue théosophique en 1889. L’« Isis-Urania » était également dénommée « Temple n°3 » du fait de la pseudo-existence de deux premières loges allemandes — n’étant pas, elles, « dans le monde extérieur » — (la première, le « temple-mère », étant celle dont était censée faire partie l’énigmatique Anna Sprengel, et la seconde étant désignée sous le nom de « loge Hermanubis » dans les lettres qu'elle aurait adressées à Westcott).
De 1889 à 1905, la Golden Dawn implanta des loges secondaires à Bristol (la loge « Hermès », n°4), à Bradford (« Horus », n°5), à Édimbourg (« Amon-Râ », n°6), à Paris (« Ahathöor », n°7), et enfin à Weston-super-Mare (« Osiris », n°8).

## Au sein de la Golden Dawn

### Hiérarchie
Le parcours initiatique au sein de la Golden Dawn, dénommé « Cursus studiorum magicorum », était subdivisé en treize niveaux : 
- Premier Ordre : l’Ordre de l’Aube Dorée ou « Ordre extérieur ». Ce premier ordre, dont le nom sert aussi à désigner la fraternité dans son ensemble, visait à la formation théorique des initiés :
  - un grade d'introduction, Néophyte 0=0
  - Zelator 1=10
  - Theoricus 2=9
  - Practicus 3=8
  - Philosophus 4=7
- Seigneur du Portail : second grade d'introduction au second ordre.
- Second Ordre : l’Ordre de la Rose Rouge et de la Croix d’Or (Ordo Rosae Rubeae et Aureae Crucis) ou « Ordre intérieur » : Ce deuxième ordre octroyait le statut d’« Adepte » et enseignait les techniques et rituels magiques pratiques jusqu'alors uniquement étudiés en théorie dans le premier Ordre. Ce troisième et dernier ordre comprenait les grades :
  - Adeptus Minor 5=6, grade sous divisé en Zelator Adeptus Minor (Z.A.M.), Théoricus Adeptus Minor (T.A.M.), Practicus Adeptus Minor (P.A.M.)
  - Adeptus Major 6=5
  - Adeptus Exemptus 7=4
- Troisième Ordre : l’Ordre de l’étoile argentée (Ordo Astrum Argentum ou Argenteum Astrum) :
  - Magister Templi 8=3
  - Magus 9=2
  - Ipsissimus 10=1

Cette structure est inspirée de l'Arbre des Sephiroth (élément majeur de la Kabbale).

### Membres
Parmi les membres de la Golden Dawn, on retrouvait Arthur Edward Waite, le poète William Butler Yeats, l'artiste Pamela Colman-Smith, l’actrice Florence Farr, le peintre Isabelle de Steiger, Algernon Blackwood, Allan Bennet, Aleister Crowley, John Brodie-Innes, Annie Horniman (fondatrice avec Yeats de la Société Théâtrale Nationale d'Irlande, puis de l'Abbey Theatre), les écrivains Arthur Machen dans la branche de A.E. Waite, et Enoch Soames, Henry Rider Haggard, Sax Rohmer, William Sharp, John Todhunter, l'auteure et journaliste Constance LLoyd Wilde, etc. Il est possible, mais non prouvé, que l'écrivain irlandais Bram Stoker ait fait partie de l'ordre.
| de 1888 à 1891 | William W. Westcott, Samuel L. McGregor Mathers, William R. Woodman |
| de 1891 à 1900 | William W. Westcott, Samuel L. McGregor Mathers                     |
| de 1900 à 1901 | William W. Westcott                                                 |
| de 1901 à 1903 | William B. Yeats                                                    |
| de 1903 à 1905 | Arthur E. Waite (éminence grise : William A. Ayton ?)               |

### Enseignements
L'enseignement de la Golden Dawn reposait principalement sur l'étude de la Kabbale, des arts Divinatoires :
- l'Astrologie,
- le Tarot divinatoire,
- la Géomancie
- l'Alchimie et l'Hermétisme,
- la Talismanie,
- le Voyage Astral (nommé projection Astrale par la Vision de l'esprit),
- l'étude des textes traditionnels (exégèse guématrique),
- la Gnose,
- les religions monothéistes autant que le paganisme,
- la Haute-Magie et tout ce que cela comprend de disciplines, afin que l'initié explore les tréfonds de son être intérieur, de sa nature et de la Nature qui l'environne,
- l'apprentissage de la Magie énochienne.

L’étude de la Kabbale (également nommée Qabale lorsqu'elle est étudiée conjointement à l'hermétisme), commençait dans l‘« Ordre Extérieur » et était approfondie dans l’« Ordre Intérieur » ; l’énochien, quant à lui, était uniquement enseigné aux « Adeptes » (membres de l’« Ordre Intérieur »). En dehors de ces deux fondements, les initiés s'adonnaient également à des disciplines occultes « secondaires » telles que la tarologie, la géomancie, l’alchimie, etc.

## La fin de la Golden Dawn
Douze années après sa fondation, la Golden Dawn partit en morceaux. Cet éclatement est l'aboutissement d’un vaste écheveau d’évènements qui, somme toute, découlerait fondamentalement de la lutte de pouvoir entre Mathers – basé à « Ahathöor » depuis 1890 – et Westcott – basé à « Isis-Urania » – qui durent se partager l’administration de la Golden Dawn à la suite du décès de Woodman en 1891.
Les deux hommes entrèrent en conflit au sujet des Rites de l’Ordre qu’ils devaient ensemble mettre au point. Mathers prétendit alors être en relation avec les « chefs secrets » censés diriger la Golden Dawn en coulisses, et s’en servit comme prétexte pour témoigner de penchants despotiques progressivement croissants, qui ne furent d'ailleurs pas au goût de tous les Adeptes… Les tensions occasionnées parmi les membres, en cette dernière décennie du XIXe siècle, débouchèrent sur le « schisme de 1900 ».

### Le «schisme de 1900»
Ce rejet massif de l’autorité de S.L. Mathers fut la réaction de l'« Isis-Urania » lorsqu'il tenta de soumettre l'Ordre à son contrôle total. La méfiance des Adeptes de Londres s’intensifia à la suite de l'expulsion de Annie Horniman, qui fut la bienfaitrice, et la bourse du couple Mathers. Malgré ce que disent certains auteurs ne connaissant pas l'historique de l'Ordre, ce ne fut pas à la suite de l'initiation d'Aleister Crowley (à l'époque encore jeune initié que rien ne distinguait des autres) par Mathers au temple parisien « Ahathöor ». Aussi, après que Mathers eut envoyé son nouvel initié pour tenter de faire plier les membres du temple londonien et d'imposer à tous sa nouvelle vision autocratique de l'Ordre, ainsi que les Rituels et enseignements que lui seul avait écrits, ce dernier préféra faire scission, ne reconnaissant que l'autorité de Westcott et Florence Farr et entraînant en même temps dans son camp les autres Temples de Grande-Bretagne.
S.L. Mathers annonça alors, dans une lettre de 1900 adressée à Florence Farr (1860-1917, dirigeante de la loge Isis-Urania depuis 1897), que les écrits codés au fondement de la Golden Dawn n'étaient que des faux fabriqués de toutes pièces par Westcott. Ce dernier, à la fois excédé et harcelé par la bureaucratie Victorienne, argua être accaparé par ses nouvelles responsabilités à la Societas Rosicruciana in Anglia (S.R.I.A., où il était alors promu à un poste important) pour se retirer de ses fonctions de Chef Adepte, bien qu'il demeurât dans l'ombre.
Ce ne fut pas la première fois que Mathers souhaita éliminer Westcott de l'Ordre pour devenir le seul chef, ce ne fut qu'une tentative de plus.
À la même époque, Mathers fut éclaboussé par le scandale de l'« affaire Horos », un couple d'escrocs que Mathers avait pris pour des adeptes, croyant même que cette femme était un avatar de Madame Blavatsky, mais ces derniers vont se servir des rituels de l'Ordre pour escroquer et même abuser sexuellement de jeunes femmes. Les rituels de l'Ordre furent publiés dans la presse, et les temples britanniques changèrent le nom de l'Ordre en « Hermetic Society of the Morgen Rothe ». Les trois chefs sont alors, Brodie-Innes, J. Felkin et P. Bullock.
Après le retrait apparent de Westcott en 1901, Yeats fut élu pour le remplacer à la tête du Temple Isis Urania. Mais l'institution n'était pas à l'abri de nouveaux bouleversements… En effet, d'autres divergences apparurent — toutes reliées à celle d'ordre doctrinal qui opposa, de 1903 à 1905, Yeats et son successeur Waite au sujet d'une réforme entreprise par ce dernier : l'Ordre devait-il rester « magique » ? Oui pour la majorité, les autres préférant l'aspect « mystique », donnant lieu à un nouveau « schisme ».

### La réforme de Arthur E. Waite
En 1903, Arthur Edward Waite succéda à Yeats comme Grand Maître. Le premier acte de celui-ci en vertu de son nouveau statut fut une réforme des principes fondamentaux de l'Ordre : il proclama la primauté de l'accomplissement spirituel (accent mis sur la connaissance ésotérique et la quête de la Vérité) sur l'accomplissement matériel (que présuppose l'occultisme en général, et la magie en particulier). Voyant dans cet acte de négation du fondement même de la Golden Dawn (à savoir la pratique des sciences occultes) l'annihilation pure et simple de l'Ordre, l'ancien Grand Maître Yeats s'opposa vivement à Waite. Deux camps se formèrent alors : l'un regroupant les partisans de la réforme et représenté par William Alexander Ayton, (relativement peureux en matière d'opérativité), bras droit de Waite, et l'autre rassemblant, aux côtés de l'ancien Grand Maître Yeats, les conservateurs.
La querelle dura deux ans, après quoi le camp Yeats finit par aller fonder son propre ordre (La Stella Matutina, l'« Étoile du Matin ») — transposition parfaite de la Golden Dawn avant la réforme de Waite, faisant sécession de ce qui prit alors le nom de Holy Order of the Golden Dawn (« Saint Ordre de l’Aube dorée » ; l’expression « saint ordre » illustrant davantage les nouvelles tendances mystiques insufflées par Waite) et qui continua du reste à être ébranlé par des luttes intestines jusqu'à sa dissolution en 1915, à la suite du départ de Waite. Après ce « schisme de 1905 », qui fut le véritable coup de grâce pour l'Ordre Hermétique de l'Aube dorée, certains initiés restés neutres dans la lutte entre le camp Yeats et le camp Ayton préférèrent aller fonder, seul ou par groupe, leur propre fraternité.
Plusieurs branches virent alors le jour :
- L'Ordre hermétique de la Stella Matutina, qui fut dirigé par le Docteur Felkin, et qui existe encore de nos jours.
- L'Ordre réformé de la Golden Dawn, qui devint The Holy Order of the Golden Dawn, puis Fellowship of Rosy Cross, par A.E. Waite.
- L'Ordre rosicrucien de l'Alpha et Omega, fondé par Brodie-Innes, (qui passa de la Stella Matutina et retourna vers Mathers). Cet Ordre repris par Mathers, vivota pendant quelques années, puis à la mort de Samuel Mathers, sa femme Moina Mathers tint l'ordre d'une main de fer ; jusqu'à créer de nouveau schismes. Cette branche implantée aux États-Unis donna naissance plus tard à B.O.T.A. (Buiders of the Adytum), fondé par Paul Foster Case qui fut expulsée par madame Mathers, ou encore Society of the Inner Light, fondée par Dion Fortune, initié par Brodie-Innes au sein de l'Alpha et Omega. De nouvelles tentatives étranges de faire renaître l'Ordre Rosicrucien de l'Alpha et Omega, virent le jour à la fin des années 1990, en France, Suède et États-Unis.
- L'A∴A∴ ou Argenteum Astrum, fondé par Aleister Crowley et d'autres anciens membres de la Golden Dawn, mais dont la vision intégra au cursus la mystique orientale et le Yoga ; sans parler de la « prétendue » révélation de Crowley, le Livre de la Loi — Liber Al vel Legis, qui transforme la Golden dawn en une structure Thélémite. Cette branche possède actuellement plusieurs visages et chefs qui s'entredéchirent. Seul l'Ordre associé à l'O.T.O. semble encore en activité à ce jour.

Actuellement, et depuis la fin des années 1990, plusieurs structures se réclament de la filiation authentique de la Golden Dawn. La plupart d'entre elles proviennent des États-Unis et sont devenues très structurées et « business » :
- The Hermetic Order of the Golden Dawn International, devenu Order of the Morning Star, puis récemment Esoteric Order of the Golden Dawn qui comprend de nombreux temples aux États-Unis et en Europe, fondée par Robert Zinc.
- The Hermetic Order of the Golden Dawn, provenant des enseignements que Israel Regardie transmit à Chic Cicero. I. Regardie fut le secrétaire de Aleister Crowley, puis il rejoignit les branches survivantes et moribondes de la Stella Matutina et publia de nombreux ouvrages sur la Golden Dawn, ses pratiques et ses rituels.

De ce groupe proviennent différentes branches, également nommées Stella Matutina :
- Une branche (prétendument ininterrompue) de la Stella Matutina de Nouvelle-Zélande, fondée par le Dr Felkin et divulguée par Pat Zalewski, qui prend racine en Nouvelle-Zélande, en Australie et au Québec.
- Une branche, aux filiations incertaines, de l'Ordre Rosicrucien de l'Alpha et Omega, fondée par J.P. Ruggiu (France), Robert Word (États-Unis) et D. Griffin (Suède et États-Unis).

### Ordres issus de la Golden Dawn
Les plus connus des « ordres dérivés » de l'Ordre Hermétique de l'Aube dorée sont :
- La Stella Matutina (« branche Yeats ») — sus-mentionnée ; groupe traditionaliste scissioniste qui, désapprouvant la réforme de Waite, fonda cet ordre pour faire perdurer la Golden Dawn originelle.
- L'Ordre Rosicrucien Alpha & Omega (« branche Mathers ») — arrêté en 1939.
- L'Astrum Argentum (« branche Crowley »).
- L'Ordre Solaire (« branche Brodie-Innes »).
- L'Ordre de la Lumière (« branche Pattinson »)
- Builders Of The Adytum (« branche Paul Foster Case »).

Ordres dont les fondateurs ont été responsables dans différents organismes de Builders Of The Adytum - BOTA :
- BOTA Europe (« branche Daniel Wagner »). Branche dissoute en 1996
- BOTA Europe BE (« branche Daniel Wagner »). Branche dissoute à la suite d'accords juridiques entre BOTA et Daniel Wagner
- Artisan of Light (« branche Jacob Fuss »)
- Fraternitas Lvx Occulta (« branche Paul Clark»)
- (« branche Robert Word »)